# Chance
A Chance az amerikai Savatage együttes 1995-ben megjelent EP-je. A címadó dal eredetileg a Handful of Rain albumon szerepelt. A dal volt az első olyan Savatage szerzemény, melyben többszólamú vokálokat használtak. Ez a megoldás a későbbi lemezeken is felbukkant. Az EP-re a címadó dal vágott és normál változata mellett két koncertfelvétel is felkerült, valamint szintén szerepel a Nothing Going On dal, mely a Chance-hez hasonlóan az 1994-es Handful of Rain albumon szerepelt eredetileg.

## Dalok
1. "Chance" (vágott változat) – 04:50
2. "Nothing Going On" (album verzió) – 04:07
3. "Sirens" (koncertfelvétel) – 03:32
4. "Conversation Piece" (koncertfelvétel) – 04:19
5. "Chance" (eredeti változat) – 07:48

- A koncertfelvételeket 1994. szeptember 24-én rögzítették.[1]

## Közreműködők
- Ének: Zachary Stevens
- Szólógitár: Alex Skolnick
- Ritmus & basszusgitár, billentyűsök & dob: Jon Oliva (Gitár és dob az 1., 2. és 5. dalokban)
- Basszusgitár: Johnny Lee Middleton (3. és 4. dalban)
- Dob: Jeff Plate (3. és 4. dalban)